# Черногръд кос
Черногръд кос (Turdus dissimilis) е вид птица от семейство Turdidae.

## Разпространение и местообитание
Разпространен е в Бангладеш, Виетнам, Индия, Китай, Лаос, Мианмар и Тайланд.